# Jean Bobescu
Jean Bobescu (n. 5 august 1890, Iași — 5 august 1981, București) a fost un violonist, dirijor și profesor român. Jean Bobescu a avut o activitate profesională prodigioasă și a ocupat funcții importante ca dirijor.

## Distincții
- titlul de „Maestru Emerit al Artei din Republica Populară Romînă” (3 martie 1955) „pentru merite deosebite în activitatea artistică”[2]
- titlul de „Profesor Emerit al Republicii Populare Romîne” (5 noiembrie 1962) „pentru activitatea îndelungată, contribuție în dezvoltarea științei și merite deosebite în dezvoltarea învățămîntului superior”[3]
- titlul de Artist al Poporului din Republica Populară Romînă (18 august 1964) „pentru merite deosebite în activitatea desfășurată în domeniul teatrului, muzicii, artelor plastice și cinematografiei”[4]
- Ordinul „Meritul Cultural” clasa I (12 septembrie 1968) „pentru activitate îndelungată și merite deosebite în activitatea muzicală”[5]
- Ordinul Muncii clasa I (4 iulie 1970) „pentru merite deosebite în domeniul artei, cu prilejul împlinirii vârstei de 80 de ani”[6]